# Zora (geslacht)
Zora is een geslacht van spinnen uit de  familie van de Zoridae (stekelpootspinnen).

## Soorten
- Zora acuminata Zhu & Zhang, 2006
- Zora alpina Kulczyński, 1915
- Zora armillata Simon, 1878
- Zora distincta Kulczyński, 1915
- Zora hespera Corey & Mott, 1991
- Zora lyriformis Song, Zhu & Gao, 1993
- Zora manicata Simon, 1878
- Zora nemoralis (Blackwall, 1861) (Weidestekelpoot)
- Zora opiniosa (O. P.-Cambridge, 1872)
- Zora palmgreni Holm, 1945
- Zora parallela Simon, 1878 (Gestreepte stekelpoot)
- Zora pardalis Simon, 1878 (Panterstekelpoot)
- Zora prespaensis Drensky, 1929
- Zora pumila (Hentz, 1850)
- Zora silvestris Kulczyński, 1897 (Bosstekelpoot)
- Zora spinimana (Sundevall, 1833) (Gewone stekelpoot)